# Atlanta Hawks 1980-1981
La stagione 1980-81 degli Atlanta Hawks fu la 32ª nella NBA per la franchigia.
Gli Atlanta Hawks arrivarono quarti nella Central Division della Eastern Conference con un record di 31-51, non qualificandosi per i play-off.

## Roster
| N°   | Naz.                   | Ruolo | Sportivo       | Anno | Alt. | Peso |
| ---- | ---------------------- | ----- | -------------- | ---- | ---- | ---- |
|      | Stati Uniti (bandiera) | G     | Art Collins    | 1954 | 193  | 84   |
| 1    | Stati Uniti (bandiera) | G     | Wes Matthews   | 1959 | 185  | 77   |
| 3    | Stati Uniti (bandiera) | G     | Eddie Johnson  | 1955 | 188  | 82   |
| 10   | Stati Uniti (bandiera) | AC    | Steve Hawes    | 1950 | 206  | 100  |
| 11   | Stati Uniti (bandiera) | A     | Craig Shelton  | 1957 | 201  | 95   |
| 14   | Stati Uniti (bandiera) | G     | Charlie Criss  | 1948 | 173  | 75   |
| 16   | Stati Uniti (bandiera) | C     | Tommy Burleson | 1952 | 218  | 102  |
| 22   | Stati Uniti (bandiera) | GA    | John Drew      | 1954 | 198  | 93   |
| 24   | Stati Uniti (bandiera) | G     | Armond Hill    | 1953 | 193  | 86   |
| 30   | Stati Uniti (bandiera) | C     | Tree Rollins   | 1955 | 216  | 107  |
| 32   | Stati Uniti (bandiera) | AC    | Dan Roundfield | 1953 | 203  | 93   |
| 33   | Stati Uniti (bandiera) | G     | Jim McElroy    | 1953 | 191  | 86   |
| 41   | Stati Uniti (bandiera) | AC    | Sam Pellom     | 1951 | 206  | 102  |
| 42-7 | Stati Uniti (bandiera) | GA    | Don Collins    | 1958 | 198  | 86   |
| 54   | Stati Uniti (bandiera) | AC    | Tom McMillen   | 1952 | 211  | 98   |

## Staff tecnico
- Allenatori: Hubie Brown (31-48) (fino al 26 marzo)[1], Mike Fratello (0-3)
- Vice-allenatori: Brendan Suhr, Mike Fratello (fino al 26 marzo)